# لا پورشا رنائی
لا پورشا رنائی (به انگلیسی: La'Porsha Renae) (زاده ۱ اوت ۱۹۹۳)خواننده آمریکایی است.
او در فصل پانزدهم امریکن آیدل دوم شد.